# Nicht von schlechten Eltern
Nicht von schlechten Eltern ist eine Fernsehserie, die im Vorabendprogramm von Das Erste ausgestrahlt wurde. Produziert wurde sie in den 1990er-Jahren von Radio Bremen und TV60Filmproduktion München durch Bernd Burgemeister. 1993 wurde die erste Staffel ausgestrahlt. Aufgrund des großen Erfolges entschloss sich Radio Bremen, zwei weitere Staffeln (1994 und 1996) zu drehen. Gedreht wurde die Serie in Bremen (Altes Gymnasium und Burglesum), Achim, Brake (Unterweser) und Wilhelmshaven.

## Inhalt
Insgesamt wurden 39 Folgen (in drei Staffeln à 13 Folgen) rund um das Familienleben der Schefers mit Problemen aus dem beruflichen Umfeld des Vaters, der Mutter, der ersten Liebe der Kinder und ihren späteren Berufen ausgestrahlt.

### Erste Staffel
Zu Beginn der Serie zieht Familie Schefer aus Dobersdorf bei Kiel nach Bremen. Familienoberhaupt Wolfgang Schefer soll zum Kapitän zur See befördert werden und die Kommandantur des (fiktiven) Marinestützpunktes Bremen übernehmen. Die vier Kinder Felix, Jenny, Moritz und Alexander müssen sich in einer neuen Stadt und einer neuen Schule einleben. Zusätzlich müssen sie verkraften, dass ihre Mutter Sybille nun als Lehrerin an der Schule der Kinder Musik unterrichten wird. Unterstützt wird der Haushalt – widerwillig – von Wolfgangs Mutter Lisbeth, die daneben aber auch noch eine Reihe anderer Verpflichtungen hat, zum Beispiel ihren Canasta-Club. Umso mehr freut sich Oma Lisbeth jedoch darüber, ihren Lieblingsenkel – den zuckerkranken Moritz – wieder in ihrer Nähe zu haben, mit dem sie schnell gute Geschäfte macht.

### Zweite Staffel
Nachdem Felix sein Abitur hat, wird er Zivildienstleistender. Jenny merkt man ihre Schwangerschaft mittlerweile deutlich an, sie befindet sich mit Thomas Brenner auf Wohnungssuche. Als Retter in der Not erweist sich der Lehrer „Schnulli“ Bockmann, der dem jungen Paar einen Teil seines Hauses zur Verfügung stellt. Moritz’ Beliebtheit in der Schule steigt schlagartig, nachdem sich sein Talent, mit Spekulationen an der Börse Geld zu verdienen, als Goldgrube für Lehrer und Mitschüler erweist – nur die Eltern bekommen als Letzte etwas davon mit. Als das Ganze doch auffliegt, wird Moritz kurzerhand nach England geschickt. Unterdessen brauen sich dunkle Wolken am scheferschen Himmel zusammen, nachdem Sybille unerwartet wieder über Felix’ Vater Johannes Immermann stolpert – zum Leidwesen des eifersüchtigen Wolfgang. Leidtragender dieser Probleme ist letzten Endes Alexander, der mit seinem Freund Johannes kurzerhand die Flucht ergreift.

### Dritte Staffel
Die erste Folge trägt den Titel „Fünf Jahre später“. Jennys Sohn Philipp ist mittlerweile im Kindergartenalter, seine Mutter studiert Zahnmedizin in Berlin und Felix hat gerade sein Theologie-Studium in Tübingen abgeschlossen. Alexander muss das Gustav-Heinemann-Gymnasium verlassen, nachdem er versehentlich den Chemiesaal gesprengt hat, was wiederum Familienhund Anton das Leben gekostet hat. Moritz und Benita leben in Paris, während Wolfgang und Sybille mittlerweile getrennte Wohnungen und neue Lebensgefährten haben. Doch einige unerwartete Ereignisse führen die Schefers schneller als erwartet wieder zusammen, und am Ende leben sie wieder unter einem Dach zusammen.

## Episoden
In den folgenden Tabellen sind die Episoden der Serie aufgeführt.
1. Staffel 
| Folge | Titel                   | Erstausstrahlung |
| ----- | ----------------------- | ---------------- |
| 1     | Willkommen in Bremen    | 08.11.1993       |
| 2     | Mütze ahoi!             | 15.11.1993       |
| 3     | Freie Unternehmer       | 22.11.1993       |
| 4     | Hochzeitstag            | 29.11.1993       |
| 5     | Alle für Aisha          | 06.12.1993       |
| 6     | Happy Birthday          | 13.12.1993       |
| 7     | Winterreise             | 20.12.1993       |
| 8     | Nichtraucher, sportlich | 27.12.1993       |
| 9     | Väter und Söhne         | 03.01.1994       |
| 10    | Wettkämpfe              | 10.01.1994       |
| 11    | Die Mafia               | 17.01.1994       |
| 12    | Reifeprüfung            | 24.01.1994       |
| 13    | Scheferstunde           | 31.01.1994       |

2. Staffel 
| Folge | Titel                      | Erstausstrahlung |
| ----- | -------------------------- | ---------------- |
| 1     | Trautes Heim, Glück allein | 03.04.1995       |
| 2     | Steppenhuhn                | 10.04.1995       |
| 3     | Goldrausch                 | 13.04.1995       |
| 4     | Senatskrise                | 20.04.1995       |
| 5     | Schmutzige Wäsche          | 24.04.1995       |
| 6     | Männer und Motoren         | 27.04.1995       |
| 7     | Philipp kommt rum          | 04.05.1995       |
| 8     | Musik liegt in der Luft    | 08.05.1995       |
| 9     | Fahrt ins Blaue            | 11.05.1995       |
| 10    | Alle lieben Philipp        | 15.05.1995       |
| 11    | Die Geschäftsreise         | 18.05.1995       |
| 12    | Unordnung und frühes Leid  | 22.05.1995       |
| 13    | Der Spion                  | 29.05.1995       |

3. Staffel 
| Folge | Titel                      | Erstausstrahlung |
| ----- | -------------------------- | ---------------- |
| 1     | Fünf Jahre später          | 14.01.1998       |
| 2     | Klare Verhältnisse         | 21.01.1998       |
| 3     | Fliegender Wechsel         | 28.01.1998       |
| 4     | Hochzeit und ein Todesfall | 04.02.1998       |
| 5     | Mädchen in Uniform         | 11.02.1998       |
| 6     | Heilige Familie            | 18.02.1998       |
| 7     | Schwarz, rot, blond        | 25.02.1998       |
| 8     | Ausreißer                  | 04.03.1998       |
| 9     | Instandbesetzer            | 11.03.1998       |
| 10    | Feuerland ist abgebrannt   | 18.03.1998       |
| 11    | Mann über Bord             | 25.03.1998       |
| 12    | So nah, so fern            | 01.04.1998       |
| 13    | Der Lauschangriff          | 08.04.1998       |

## Besetzung
- Sabine Postel – Sybille Schefer; Mutter von Felix, Jenny, Moritz und Alexander und Musiklehrerin
- Ulrich Pleitgen – Wolfgang Schefer; Vater und Marineoffizier (Admiral)
- Patrick Bach – der älteste Sohn, Felix Schefer; leiblicher Sohn von Sybille und Adoptivsohn von Wolfgang
- Tina Ruland – die einzige Tochter der Familie; Henrietta „Jenny“ Schefer (Stabsärztin)
- Steven Bennett – der zweite Sohn, Moritz Schefer – das Finanzgenie
- Colin Kippenberg – der jüngste Sohn, Alexander „Alex“ Schefer
- Whisky Barfuß – der Familienhund Anton
- Renate Delfs – Lisbeth „Oma Lisbeth“ Schefer; Mutter von Wolfgang und Witwe eines Kapitäns

Außerdem wirkten mit:
- Hardy Krüger jr. – Pascal Neumann; Klassenkamerad und Freund von Felix Schefer
- Paul Frielinghaus – Thomas Brenner; Lehrer, Freund und Ehemann von Jenny Schefer
- Ann-Kristin Leo – Benita; Freundin von Moritz Schefer
- Jochen Senf – Dr. Wolff; Direktor des Gymnasiums
- Micaëla Kreißler – Frau Engelhardt; Sekretärin des Gymnasiums
- Karl Lieffen – Dr. Egbert Reckensiehl; Lateinlehrer von Felix Schefer
- Diana Körner – Rita Zell; Lehrerin
- Marion Breckwoldt – Heike Schmalz; Lehrerin
- Michael Schönborn – Dr. Karl-Heinz „Schnulli“ Bockmann; Lehrer
- Joachim Regelien – Dr. Pöhlke; Lehrer
- Utz Richter – Erwin Schmidt; Kunstlehrer
- Michael Pundt – Pastor Volkmann; Religionslehrer
- Camillo d’Ancona – Luigi Nardini; Hausmeister
- Ute Bries – Mona Nardini; Frau von Luigi
- Andreas Schmidt-Schaller – Horst Gagelmann; Lebensgefährte von Sybille Schefer
- Mona Seefried – Marita; Lebensgefährtin von Wolfgang Schefer
- Julia Hentschel – Julia; Freundin von Jenny Schefer
- Jany Tempel – Aisha Alkalisi; Freundin von Felix Schefer
- Andreas Mannkopff – Wutzky, zunächst Oberbootsmann, später Hauptbootsmann im Marinestützpunkt. Zeitweiser Geschäftspartner von Moritz Schefer[3]
- Dirk Plönissen – Philipp (Pilot); Freund von Jenny Schefer
- Konstantin Graudus – Gefreiter Renatus Hölderlich; Freund von Jenny Schefer
- Wolfgang Jungmann – Kapitän Steglitz
- Michael Greiling – Johannes Immermann; leiblicher Vater von Felix Schefer
- Sascha Reimann (Ferris MC) – Bodo
- Sharon Brauner – Ebba; Freundin von Felix Schefer
- Andrea L’Arronge – Flottillenarzt Dr. Stappenbeck
- Robert Viktor Minich – Sol; Zivildienstkamerad von Felix Schefer
- Holger Mahlich – Kirchenvorstand Haberle
- Volker Bäurer – Obermaat Bäurer
- Marlene Achtermann – Frau Pöllmann

## Kritiken und Preise
Nicht von schlechten Eltern galt seinerzeit als Überraschungserfolg für die verantwortlichen Sendeanstalten und erreichte hohe Einschaltquoten; 1994 wurde die Serie mit einem Bambi und einem Telestar ausgezeichnet. Mit der dritten Staffel ließen jedoch die Einschaltquoten nach.

## Medien
Aufgrund des großen Erfolges der Serie wurde am 1. September 2006 die erste Staffel auf DVD veröffentlicht. Am 10. November 2006 erschien die zweite Staffel; die Veröffentlichung der 3. Staffel erfolgte am 23. März 2007. Der Norddeutsche Rundfunk (NDR) wiederholte vom 27. Februar 2007 bis zum 3. April 2007 im Abendprogramm um 21:45 Uhr die ersten sechs Folgen der Serie. Es war die erste Wiederausstrahlung im deutschen Fernsehen nach sieben Jahren. Im Juli 2011 erschien eine Neuauflage der zweiten Staffel auf DVD. Diesmal in DolbyDigital 2.0. Ende Oktober 2011 folgten dann Staffel 1 und 3.